# Denpa Onna to Seishun Otoko
Denpa Onna to Seishun Otoko (電波女と青春男 Denpa Onna to Seishun Otoko, lit. Electrowave Girl and Youthful Boynote 1) là 1 series light novel Nhật Bản được viết bởi Hitoma Iruma, và minh họa bởi Buriki. Series gồm 8 tập được phát hành từ tháng 1 năm 2009 đến tháng 4 năm 2011, được phát hành bởi ASCII Media Works dưới ấn phẩm của Dengeki Bunko. manga được chuyển thể và đăng trong tạp chí Dengeki G's Magazine của ASCII Media Works.anime gồm 12 tập được chuyển thể bởi Shaft và phát sóng tại Nhật Bản từ tháng 4 năm 2011 đến tháng 7 năm 2011, tập đặc biệt được phát hành vào tháng 2 năm 2012.

## Cốt truyện
Makoto Niwa phải chuyển đến trướng mới nên tới sống ở nhà dì của mình, Meme Tōwa. Anh ta gặp một chút bối rối khi gặp cô em họ của mình, Erio, bởi vì anh ta nghĩ rằng dì anh ấy sống một mình. Erio, người tự nhận mình là Sự sống ngoài Trái Đất, đã bỏ học và tự cuốn 1 tấm futon quanh mình. Cô luôn cư xử như vậy kể từ ngày được tìm thấy đang trôi trên biển sau nửa năm mất tích.

## Danh sách nhân vật
Makoto Niwa (丹羽 真 Niwa Makoto)
Lồng tiếng bởi: Miyu Irino
Makoto là một học sinh năm 2 và là nhân vật chính của câu chuyện, người đã chuyển đến thành phố sống cùng dì sau khi cha mẹ anh ấy đi nước ngoài. Anh ta liên tục cố gắng theo dõi những "điểm tuổi vị thành niên" của mình, nó tăng và giảm dựa trên cuộc gặp gỡ của anh với các cô gái khác. Anh ấy không tin tưởng vào các hiện tượng siêu nhiên. Makoto là tên cho nam tiếng Nhật có nghĩa là "chân thành, thành thật", khá hợp với anh vì anh là người sẽ làm việc cật lực để làm những người anh yêu thương hạnh phúc và là một người trung thành thật sự với những người anh yêu mến. Anh cũng rất chân thành và không hèn hạ hay lừa dối.
Erio Tōwa (藤和 エリオ Tōwa Erio)
Lồng tiếng bởi: Asuka Ōgame
Erio là người chị em họ đầu tiên của Makoto, cô có mái tóc mượt mà màu xanh biển dài đến mắt cá chân và luôn luôn chân trần khi ra khỏi nhà. Cô ấy mất tích khi cô ấy học năm nhất và mất tích tới 6 tháng, sau đó cô xuất hiện trở lại và không nhớ bất cứ thứ gì xảy ra sau đó. Từ đó cô ấy trở nên vô cùng thích thú với Sự sống ngoài Trái Đất, và đã tự tin tưởng rằng mình là một đặc phái viên của người ngoài hành tinh và được cử xuống Trái Đất. Sau khi bị tai nạn và gãy chân khi đang cố chứng tỏ mình là người ngoài hành tinh bằng cách bay trên chiếc xe đạp của mình, cô ấy bắt đầu quấn mình vào 1 tấm futon. Ban đầu cô ấy nói chuyện rất lạnh lùng và không quan tâm đến mọi thứ, nhưng sau này, do ảnh hưởng của Makoto, cô ấy bắt đầu cởi mở hơn và bác bỏ suy nghĩ về người ngoài hành tinh của mình.  Cô ấy yêu Makoto. Cô ấy không muốn trở lại trường học. Vì vậy cô ấy kiếm được một công việc bán thời gian tại cửa hàng tiện dụng của bà ngoại và thậm chí tham gia một đội bóng chày để dành thời gian với người anh họ của cô. Không ai nhớ sinh nhật của cô ấy, nhưng gia đình cô ấy đã chọn sinh nhật của cô ấy là ngày 7 tháng 6, sau sinh nhật mẹ cô ấy 1 ngày.
Meme Tōwa (藤和 女々 Tōwa Meme)
Lồng tiếng bởi: Ai Nonaka
Meme là dì của Makoto và là mẹ của Erio. Cô ấy còn có tên khác là Jojo và là chủ của cửa hàng bánh ngọt. Cô ấy có tính cách vui vẻ và thường hay quan tâm đến Makoto bằng cách hay trêu anh ấy. Cô ấy không có dự định kết hôn. Cô ấy sống với con gái của mình là Erio và cháu trai là Makoto. Cô ấy cho phép Erio bỏ học và làm việc theo ý thích. Cô giải thích cho Makoto rằng nó là cách hiệu quả duy nhất để đối phó với sự lập dị của con gái mình. Sinh nhật của Meme là ngày 6 tháng 6.
Ryūko Mifune (御船 流子 Mifune Ryūko)
Lồng tiếng bởi: Emiri Katō
Mifune là bạn cùng lớp của Makoto và có tình cảm với anh ấy. Do chữ kanji trong tên của cô, cô thường có nicknam Ryūshi, mà cô không thích cho lắm.Cô ấy cố gắng sửa chữa lỗi sai của người khác khi nói đến tên cô ấy đến nỗi nó trở thành câu cửa miệng của cô. Cô chơi trong đội bóng rổ của trường và có cá tính mạnh mẽ.
Maekawa (前川)
Lồng tiếng bởi: Mai Fuchigami
là bạn học của Makoto và cô ấy có chiều cao đáng nể (179,9 cm) và luôn gọi Makoto là "học sinh chuyển trường" vì không nhớ được tên anh ấy. Cô hấy có cảm tình với Makoto. Cô ấy yếu đuối và hay trêu chọc Ryūko. Cô ấy sẽ bị chóng mặt khi đưa tay lên trời khoảng 10 giây. Cô rất thích cosplay. Gia đình cô có sở hữu 1 quán bar ở khu mua sắm và cô có nhiều công việc làm bán thời gian. Cô ấy luôn luôn cosplay mỗi khi làm việt
Yashiro Hoshimiya (星宮 社 Hoshimiya Yashiro)
Lồng tiếng bởi: Yuka Iguchi
Là 1 cô gái tóc trắng tự xưng là người ngoài hành tinh, ăn mặc như một phi hành gia và cách nói chuyện như người ngoài hành tinh. Có thể cô ta có năng lực siêu nhiên nhưng điều đó vẫn chưa được chứng minh rõ ràng.
Ashiro (安代)
Lồng tiếng bởi: Yasunori Matsumoto
Người bạn thời thơ ấu của Meme và Elliott.. Trước đây anh ta rời khỏi thị trấn và đã trở về từ tháng tư. Ashiro tỏ tình với Meme sau khi gặp lại lần đầu tiên, dù bị từ chối nhưng anh vẫn yêu mến Meme. Sở thích là làm tên lửa phóng bằng nước. Anh ấy là con của 1 nhà sản xuất pháo hoa.
Nakajima (中島)
Lồng tiếng bởi: Takahiro Mizushima
Makoto đã gặp cậu bé tóc vàng này khi chơi cho đội bóng chày. Ryuko nói với Makoto rằng cô đã từng tỏ tình với anh ta và rằng anh đã từ chối cô.
Hanazawa (花沢)
Lồng tiếng bởi: Kana Hanazawa
Là đội trưởng động bóng mềm. và cũng là người ném bóng cho đội bóng chày đội địch.

## Các chuyển thể

### Light novels
Light novel được viết bởi Hitoma Iruma và minh họa bởi Buriki. 8 tập đã được pháp hành bởi ASCII Media Works dưới dấu ấn của Dengeki Bunko từ ngày 10 tháng 1 năm 2009 dến ngày 10 tháng 4 năm 2011. 1 volumes extra Denpa Onna to Seishun Otoko SF (Sukoshi Fushigi) Ban (電波女と青春男 SF（すこしふしぎ）版) được phát hành vào ngày 10 tháng 4 năm 2011.
| STT | Tên sách                            | Ngày phát hành            | ISBN              |
| --- | ----------------------------------- | ------------------------- | ----------------- |
| 1   | 電波女と青春男                      | ngày 10 tháng 1 năm 2009  | 978-4-04-867468-3 |
| 2   | 電波女と青春男 2                    | ngày 10 tháng 5 năm 2009  | 978-4-04-867810-0 |
| 3   | 電波女と青春男 3                    | Ngày 10 tháng 11 năm 2009 | 978-4-04-868138-4 |
| 4   | 電波女と青春男 4                    | Ngày 10 tháng 3 năm 2010  | 978-4-04-868395-1 |
| 5   | 電波女と青春男 5                    | Ngày 10 tháng 6 năm 2010  | 978-4-04-868596-2 |
| 6   | 電波女と青春男 6                    | Ngày 10 tháng 9 năm 2010  | 978-4-04-868880-2 |
| 7   | 電波女と青春男 7                    | Ngày 10 tháng 12 năm 2010 | 978-4-04-870125-9 |
| 8   | 電波女と青春男 8                    | Ngày 10 tháng 4 năm 2011  | 978-4-04-870430-4 |
| 9   | 電波女と青春男 SF（すこしふしぎ）版 | Ngày 10 tháng 4 năm 2011  | 978-4-04-870470-0 |

### Manga
Manga được minh họa bởi Masato Yamane, và đã được đăng trong tạp chíDengeki G's Magazine của ASCII Media Works từ tháng 10 năm 2010 deesng tháng 12 năm 2013.
| STT | tên                 | Ngày phát hành            | ISBN              |
| --- | ------------------- | ------------------------- | ----------------- |
| 1   | 電波女と青春男（1） | ngày 27 tháng 5 năm 2011  | 978-4-04-870482-3 |
| 2   | 電波女と青春男（2） | ngày 27 tháng 3 năm 2012  | 978-4-04-886458-9 |
| 3   | 電波女と青春男（3） | Ngày 15 tháng 12 năm 2012 | 978-4-04-891197-9 |
| 4   | 電波女と青春男（4） | Ngày 27 tháng 8 năm 2013  | 978-4-04-891691-2 |

### Anime
Anime được chuyển thể bởi Shaft và đạo diễn là Akiyuki Shinbo bắt đầu phát sóng tại Nhật Bản từ ngày 15 tháng 4 năm 2011 trên Tokyo Broadcasting System. King Records phát hành anime kể từ Đĩa Blu-ray thứ 7 và biên soạn volumes DVD ở Nhật Bản từ ngày 22 tháng 6 năm 2011 đến ngày 8 tháng 2 năm 2012Volumes cuối cùng chính là tập OVA. Bài opening là bài "Os-Uchūjin" (Os-宇宙人 Os-Alien), trình bày bởi Erio o Kamatte-chan, Asuka Ōgame và Shinsei Kamattechan, bài ending là "Lulu" (ルル Ruru), trình bày bởi Etsuko Yakushimaru. Anime được cấp phép ở Bắc Mĩ bởi Nippon Ichi Software với tiêu đề là Ground Control to Psychoelectric Girl.
| No. | Tên | Original airdate         |
| --- | --- | ------------------------ |
| 1   | "Uchūjin no Tokai" (宇宙人の都会) | ngày 15 tháng 4 năm 2011 |
| 2   | "Shissōsuru Shishunki no Reverī" (失踪する思春期のレヴェリー) | ngày 22 tháng 4 năm 2011 |
| 3   | "Chi o Hau Shōjo no Fushigi na Setsuna" (地を這う少女の不思議な刹那) | ngày 29 tháng 4 năm 2011 |
| 4   | "Migiude Kossetsu Zenchi Ikkagetsu" (右腕骨折全治一箇月) | ngày 6 tháng 5 năm 2011  |
| 5   | "Sankusugibingu no Yūutsu" (サンクスギビングの憂鬱) | ngày 13 tháng 5 năm 2011 |
| 6   | "Ryū"ko"-san no, Nanchū ka, Moyātto" (リュウ『コ』さんの、なんちゅーか、もやーっと)                                                                                         | ngày 20 tháng 5 năm 2011 |
| 7   | "Dareka-san no Omoide ni Naru Hi" (誰かさんの思い出になる日) | ngày 27 tháng 5 năm 2011 |
| 8   | "Tsiorukofusukī no Inori" (ツィオルコフスキーの祈り) | ngày 3 tháng 6 năm 2011  |
| 9   | "Chiiki Gentei Uchūjin Jiken" (地域限定宇宙人事件) | ngày 10 tháng 6 năm 2011 |
| 10  | "Nokishita Shōjo" (軒下少女) | ngày 17 tháng 6 năm 2011 |
| 11  | "Kotoshi no Natsu wa Basuke to Chōnōryoku to Futon to Tentai Kansoku to Matsuri to Yakyū to Meme-tan to" (今年の夏はバスケと超能力と布団と天体観測と祭りと野球と女々たんと) | ngày 1 tháng 7 năm 2011  |
| 12  | "Byōsoku 0.00000000198 Senchimētoru" (秒速0.00000000198センチメートル) | ngày 1 tháng 7 năm 2011  |
| 13  | "Mayonaka no Taiyō" (真夜中の太陽) | ngày 8 tháng 2 năm 2012  |